# Autoroute espagnole M-11
L'autoroute M-11 est une courte autoroute urbaine de 10 kilomètres environ appartenant à la Communauté de Madrid qui relie le périphérique de Madrid (M-30) à l'Aéroport international de Madrid-Barajas au nord-est de la ville.
Elle permet de relier le périphérique directement depuis les terminaux T1, T2 et T3 de l'aéroport pour rejoindre rapidement le centre ville de la capitale espagnole
La M-11 est le premier accès à l'Aéroport international de Madrid-Barajas.

## Tracé
- Elle prolonge le périphérique au niveau du croisement avec l'A-1 pour ensuite croiser la M-40 un peu plus à l'est.
- Elle longe le siège des Nations unies par le nord pour ensuite croiser la M-12 à destination du nouveau Terminal T4 récemment inauguré.
- Elle se termine en se connectant aux autoroutes M-13 qui dessert le Terminal T4 et M-14 qui permet d'accéder à l'Aéroport depuis l'A-2 juste en face des terminaux T1, T2, T3.

## Sorties
| Numéro de la sortie | Nom de la sortie | Bifurcation    |
| ------------------- | --- | -------------- |
|                     | Madrid Centre Alcobendas - Burgos                                                                                                  | M-30 A-1       |
| 01                  | Calle de Arturo Soria - Los barrios de Pinar de Chamartín Virgen del Cortijo - Sanchinarro                                         |                |
| 02                  | Estación de Manoteras - Avenida de Niceto Alcalá Zamora en Sanchinarro                                                             |                |
|                     | Toutes directions | M-40           |
| 05                  | Campo de las Naciones - IFEMA Valdebedas - Ciudad Deportiva                                                                        |                |
|                     | Aéroport international de Madrid-Barajas T4                                                                                        | M-12           |
| 09                  | La avenida de Logroño - Los barriso de Barajas Alameda de Osuna                                                                    |                |
|                     | Aéroport international de Madrid-Barajas T1, T2 et T3 Aéroport international de Madrid-Barajas T4 Coslada - Toutes directions M-40 | M-11 M-13 M-14 |